# Нейтралитет

Нейтральные страны
нейтральные страны
страны, провозглашающие себя нейтральными
бывшие нейтральные страны

Нейтралите́т (нем. Neutralität, от лат. neuter — ни тот, ни другой), в международном праве — неучастие в войне, а в мирное время отказ от участия в агрессивных военно-политических блоках и неприсоединение к ним, а также сокращение военных арсеналов и бюджетных расходов.
В международном праве, нейтралитет — положение государства, не принимающего участия в войне между другими державами. Международное право нейтралитета содержит три ограничения на действия нейтральной государств и страны на время войны между другими государствами:
- не предоставлять собственные вооружённые силы воюющим сторонам;
- не предоставлять свою территорию для использования воюющим сторонам (базирование, транзит, перелёт и так далее);
- не дискриминировать ни одну из сторон в поставках оружия и товаров военного назначения (то есть, ограничения либо одинаковые, либо вообще отсутствуют).

## История
Древнему миру понятие нейтралитета было чуждо; в средние века, хотя между государствами и устанавливается общение, основанное на общности религиозных и культурных стремлений и на развитии коммерческих интересов, тем не менее, права нейтральной стороны не всегда уважались, особенно в морской войне. Только с XVI века наблюдается бо́льшая устойчивость взглядов на нейтралитет, как фактическое невмешательство в вооружённый спор воюющих сторон. Однако, невмешательство это не было безусловным, ибо нейтралитет допускал возможность оказания частичной помощи воюющей стороне со стороны нейтрального государства, без прямого открытия с его стороны военных действий или, как говорится в инструкции от 5 июня 1797 года графу Панину, оправдывающей посылку русского корпуса против Франции Екатериной II, такая помощь
«не даёт права почитать помощную державу воюющею, доколе та держава не усилит мер своих до такой степени, что уже общее составит дело».
Основой, определяющей вытекающие из понятия нейтралитета права нейтральной торговли, был старинный (XI—XIV века) испанский сборник морских обычаев «Consolato Del Mare», установивший следующие правила:
1. нейтральный флаг не покрывает неприятельского груза, который, следовательно, мог быть конфискован;
2. нейтральная собственность на неприятельском корабле не конфискуется;
3. нейтральный собственник мог выкупить захваченное воюющим судно.

Однако, континентальные государства, в противоположность этому, провозгласили обратный принцип: нейтральный флаг покрывает неприятельскую собственность (le pavillon couvre la cargaison); наконец, Франция, эдиктами 1538, 1543 и 1584 годов, и морским ордонансом 1681 года, установила принцип, по которому, в интересах воюющих сторон, подвергалась конфискации не только неприятельская собственность на нейтральном корабле, но и нейтральная на неприятельском. Правила, установленные «Consolato Del Mare», нашли себе отражение в «Правиле войны 1756 года» («Rule of the Seven Year’s war»), выставленном Великобританией в Семилетнюю войну. Однако, подобное стеснение нейтральной торговли обусловило образование, по инициативе России, первого (1780 год) и второго (1800 год) «союзов вооружённого нейтралитета». Екатерина II, в декларации 28 февраля 1780 года, провозгласила:
«Товары неприятельские на нейтральных кораблях должно считать свободными, исключая военные контрабанды».
Этот принцип был принят почти всеми континентальными державами, в противоположность Великобритании и Соединённым Штатам, которые по-прежнему придерживались начала неограниченной свободы воюющих в отношении нейтральных.
С начала XIX века, во время борьбы Наполеона с Великобританией, приведшей к так называемой континентальной системе, Великобритания пошла на уступки, и, во время Восточной войны, как союзница Франции, приняла, наконец, принципы, выработанные на континенте. Декларацией 4—16 апреля 1856 года, на Парижском конгрессе, эти принципы были торжественно подтверждены, как обязательные международные законы. Начала эти следующие: нейтральный флаг покрывает неприятельскую собственность, за исключением военной контрабанды, и нейтральная собственность, с тем же ограничением, неприкосновенна на неприятельских судах. С тех пор нейтралитет отождествляется с понятием неприкосновенности, и в этом смысле вечно-нейтральными признаны международными договорами Бельгия и Люксембург, а по Женевской конвенции 1864 года — и все учреждения и лица, служащие делу врачебной и санитарной помощи во время войны.
Основной принцип нейтралитета — абсолютное неучастие в военных действиях, не исключающее возможной благожелательности той или иной воюющей стороне (фр. neutralité bienveillante); отсюда:
1. нейтральное государство обязано не допускать на своей территории никаких враждебных действий или продолжения их со стороны воюющих и не препятствовать их операциям вне нейтральной территории;
2. нейтральное государство не должно разрешать своим подданным вмешиваться в войну;
3. нейтральное государство, насколько позволяют военные действия, в праве продолжать мирные сношения с воюющими сторонами и торговлю с ними, но не нарушая постановлений о военной контрабанде и законно объявленной блокаде.

В свою очередь, из этих основных положений вытекает:
1. нейтральная территория представляется убежищем, охраняющим от военных действий все вещи и лица, на ней находящиеся, хотя бы то был перешедший на эту территорию неприятель; однако, в 1875 году, институтом международного права на съезде в Гааге было установлено, что нейтральное государство должно употреблять «должное старание», чтобы в пределах своей юрисдикции предупреждать снаряжение и вооружение всяких кораблей, имеющих назначение участвовать в войне против государства, с которым оно не состоит в войне; оно не должно допускать, чтобы воюющая сторона обращала его воды в базис своих военных действий, и должно зорко следить в своих водах и портах за всеми лицами, чтобы предупредить всякое нарушение этих правил;
2. нейтральное государство должно озаботиться, чтобы у него не устраивались призовые суды воюющих, продажи призов, и должно не допускать прохода через свою территорию армии воюющих;
3. не допускается транспорт воюющими через нейтральную территорию амуниции и военных запасов, но эвакуация больных и раненых воинов разрешается, если только это не делается в пользу одной только стороны и во вред другой;
4. воюющим не дозволяется делать на нейтральной территории государственные займы;
5. неприятельские отряды, перешедшие границу нейтральной территории, должны быть, немедленно разоружены и водворены возможно далее от театра военных действий;
6. призы, захваченные в пределах нейтральных территориальных вод, должны быть по требованию нейтрального государства освобождены;
7. военным судам воюющих сторон воспрещается пребывание в портах и гаванях нейтрального государства, за исключением крайней необходимости: аварии, непогоды, для пополнения запасов топлива и продовольствия, необходимых на время перехода до ближайшего отечественного порта; в случае встречи при указанных условиях двух неприятельских кораблей в нейтральных водах, одно из них задерживается и выпускается не ранее, как по истечении суток со времени ухода другого, чтобы предупредить возможность нападения;
8. нейтральное государство не должно допускать и может прекращать даже вооружённой силой всякое злоупотребление воюющими сторонами гостеприимством в его водах;
9. также оно не должно допускать злоупотребления нейтральным флагом для военных или иных целей воюющих;
10. нейтральное государство обязано не допускать организации на своей территории подвоза и складов военной контрабанды.

Что касается участия нейтральных подданных в войне, то современное международное право придерживается следующих положений:
1. не дозволять вмешательства своих подданных в военные действия, хотя бы в качестве наёмников для транспорта войск, амуниции или вообще военной контрабанды, а также в качестве лоцманов на военных судах воюющих; однако, обязанность не допускать участия своих подданных в военных действиях, распространяется лишь на служащих, состоящих под знамёнами;
2. не дозволяя вмешательства своих подданных в военные действия, нейтральное государство не лишено права и даже обязано защищать и оказывать покровительство своим подданным, находящимся на территории воюющих сторон, и осуществляет это, своё право, как и в мирное время, через своих консулов и дипломатических агентов. Это покровительство своим подданным ограничено в том только смысле, что в случае военной необходимости воюющее государство в праве принимать по отношению к ним все меры, которые оправдываются этой необходимостью, до права высылки этих подданных, захвата их имущества для военных целей, будь то даже коммерческие суда;
3. нейтральная торговля во время войны, согласно 2 и 3-й статей Парижской декларации 1856 года, свободна, а, следовательно, не будет нарушением Нейтралитета, если воюющая сторона предоставит нейтральной право расширить её торговлю, приняв на себя на время войны и каботажную перевозку грузов. Нейтральный флаг не покрывает только военной контрабанды. Предметы, непосредственно не предназначенные для военных целей (например, лес, съестные припасы, уголь и пр.), не подлежат конфискации, но, захватившая эти предметы сторона имеет право арестовать их на время войны или право первой их покупки.

Для воспрепятствования нейтральным сторонам заниматься водворением военной контрабанды, для поверки правильности нейтрального флага (во избежание маскирования неприятеля), для осуществления права блокады, установлено так называемое «право осмотра», порядок которого определён статьёй XVII Пиренейского трактата 1659 года и заключается в следующем: право осмотра предоставлено только на время войны и только военным судам воюющих сторон (но не каперам) в открытых морях и водах воюющих держав и вообще вне территории нейтральных государств. Подлежащее осмотру судно останавливается сигнальным выстрелом (coup De Semonce) с военного корабля, после чего командир последнего или кто-либо по его поручению отправляется на остановленное судно и проверкой корабельных документов, а в случае надобности, и допросом экипажа, убеждается в том, кому принадлежит судно, какой имеет груз, куда направляется и т. д. В случае сомнения в подлинности документов или недостоверности показаний, производится обыск нейтрального судна; но за всякие неправильные действия осматривающее судно несёт ответственность перед нейтральным государством, под флагом которого шло судно. Не подлежат осмотру нейтральные военные суда, почтовые суда, находящиеся под командованием морского офицера, и те нейтральные коммерческие суда, которые следуют под конвоем военного судна; нарушение этого правила почитается оскорблением, и оскорблённому нейтральному военному судну предоставляется право вооружённой силой отстоять честь своего флага.
Международное право допускает и постоянный нейтралитет целых государств (Бельгия) или частей государственной территории. Нейтрализованные таким образом государства обязаны не только сохранять свой Нейтралитет при всяких столкновениях соседних государств, но и оберегать его всеми доступными способами, не исключая вооружённой силы, от покушений воюющих. В последнем случае они не теряют присущего всякому государству «права войны», с началом которой Нейтралитет их прекращается. Для этой цели — охраны своего нейтралитета — за такими государствами признаётся право содержать постоянное войско, строить пограничные крепости и т. п.
Нейтрализация отдельных частей государственной территории распространяется чаще всего на моря и проливы, берега которых принадлежат нескольким государствам. В таком положении было Чёрное море после Крымской войны. Нейтрализация Чёрного моря была отменена односторонним актом России, — нотой князя Горчакова, разосланной участникам Парижского мира в октябре 1870 года. На Лондонском конгрессе 1871 года вопрос о нейтрализации Чёрного моря более уже не возникал. Примером нейтрального пролива может служить Суэцкий канал, положение которого определяется Константинопольской конвенцией 1888 года.

## Нейтралитет в истории

### Древний мир
- 340 год до н. э. отказ городов Греции от своего нейтралитета по отношению к Филиппу II и совместное выступление против Македонии.

### Средние века
- В Тридцатилетнюю войну Иоанн-Казимир (саксонский герцог) сначала придерживался нейтралитета, потом примкнул к Густаву-Адольфу.

### Новое время
- 1779—1783 — вооружённый нейтралитет — союз России, Дании и Швеции, а также ряда других государств, сложившийся во время войны североамериканских колоний за независимость и направленный на защиту судоходства нейтральных стран.
- 1792 год — Джордж Вашингтон обнародует Декларацию о нейтралитете США в войне европейских стран против революционной Франции.
- 1815 год — на Венском конгрессе Россия и другие европейские державы договорились о признании и гарантии «вечного нейтралитета» Швейцарии и неприкосновенности её территории. Это решение было закреплено в международно-правовом плане подписанием в том же году соответствующего акта в Париже.
- 1868 год — после распада Германского союза, Лихтенштейн распустил свою армию, состоявшую из 80 мужчин и объявил о своём постоянном нейтралитете, который продолжается по сей день.
- 1870—1871 — с самого начала франко-прусской войны Дьюла Андраши выступал поборником строгого нейтралитета Австро-Венгрии.

### XX—XXI века
- 1902 год — Италия заключила с Францией соглашение, обязавшись соблюдать нейтралитет в случае нападения Германии на Францию.
- 1918 год — правительство Исландии объявило о нейтралитете страны[4].
- 1929 год — Латеранские соглашения обязывают Папу Римского придерживаться «вечного нейтралитета в международных отношениях и воздерживаться от посредничества в полемике, если об этом не просили все стороны», что делает Ватикан нейтральным государством.
- 1937 год — принятие Конституции Ирландии, в которой зафиксировано положение о том, что «война не может быть объявлена и государство не должно участвовать в какой-либо войне без согласия Палаты представителей». Согласно Конституции страны, лишь «в случае вторжения на её территорию правительство может предпринимать действия, которые сочтёт необходимыми для защиты».
- 1948 год — Договор о дружбе, сотрудничестве и взаимной помощи между СССР и Финляндией требовал от последней нейтралитета.
- 1948 год — 1 декабря 1948 года Вооружённые силы Коста-Рики были расформированы. Принятая 7 ноября 1949 года Конституция запретила создание и содержание в мирное время постоянной профессиональной армии.
- 1955 год — принят федеральный закон о постоянном нейтралитете Австрии (26 октября 1955 года).
- 1961 год — на Белградской конференции создано Движение неприсоединения.
- 1977 год — 7 сентября заключён «Договор о постоянном нейтралитете и эксплуатации Панамского канала». Также Панама является членом Движения неприсоединения.
- 1981 год — Правительство Республики Мальта 14 мая утвердило Декларацию относительно нейтралитета Мальты, в которой сказано, что Мальта является нейтральным государством и отказывается от участия в любых военных блоках[5].
- 1991 год — Статус Камбоджи определён Заключительным актом Парижской конференции по Камбодже от 23 октября 1991 года. Составной частью этого документа является Соглашение, в котором зафиксировано её обязательство закрепить постоянный нейтралитет в своей Конституции. Другие участники Соглашения обязались признавать и уважать данный статус Камбоджи. Обязанность постоянного нейтралитета нашла отражение в законе о нейтралитете Камбоджи, вступившем в силу ещё в 1957 году[5].
- 1995 год — Туркменистан провозгласил постоянный нейтралитет. 12 декабря 1995 года была принята Резолюция Генеральной Ассамблеи ООН № 50/80, в которой выражается надежда на то, что «статус постоянного нейтралитета Туркменистана будет содействовать укреплению мира и безопасности в регионе». В этой резолюции ООН «признаёт и поддерживает провозглашённый Туркменистаном статус постоянного нейтралитета». Подобный уникальный документ принят впервые в деятельности всего международного сообщества наций. Поддержка нейтралитета ООН — редкое явление в более чем полувековой истории этой международной организации. Резолюция ГА ООН призывает уважать и поддерживать нейтралитет Туркмении. За её принятие на сессии ГА проголосовали 185 государств-членов мирового сообщества.
- 2012 год — Принят закон Республики Узбекистан «Об утверждении Концепции внешнеполитической деятельности Республики Узбекистан»[6].